# Bartolomé Pou
Bartolomé Pou (Algaida, 21 giugno 1727 – Algaida, 17 aprile 1802) è stato un gesuita, grecista e filologo classico spagnolo.

## Biografia
Bartolomé Pou nacque ad Algaida, nelle Isole Baleari, in una famiglia di contadini benestanti. Nei primi anni della sua vita si dedicò all'agricoltura; Antonio Sequí, canonico della cattedrale della diocesi, avendone intuito la predisposizione per le lettere lo portò a Palma, dove si preoccupò della sua educazione, affidandolo al Collegio gesuitico di Nuestra Señora de Montesión a Palma di Maiorca. Il 25 giugno 1746, quando aveva 19 anni, Bartolomé Pou entrò nel noviziato della Compagnia di Gesù a Tarragona dove studiò Retorica e Filosofia e iniziò a coltivare le scienze sacre e le lingue classiche. Studioso tenace e dotato di una grande memoria, acquisì una profonda conoscenza della storia ecclesiastica e civile e si dedicò a uno studio assiduo dei Padri della Chiesa.
Insegnò lingue a Saragozza e si fece promotore dello studio della lingua e della letteratura greca. A motivo della sua erudizione, i suoi superiori gli commissionarono la riforma degli studi latini nei collegi dell'Aragona. Successivamente Pou insegnò Retorica a Tarragona, Filosofia al Real Seminario de Nobles di Calatayud e greco presso l'Università di Cervera.
Le sue famose Theses Bilbilitanae sono considerate la prima storia della filosofia scritta in Spagna. Bartolomé eccelleva a tal punto nelle lingue greca e latina da divenire uno dei più famosi gesuiti del suo tempo, guadagnandosi una fama europea.
Nel 1767, i gesuiti furono espulsi dalla Spagna e Pou dovette trasferirsi in Italia, dove diede lezioni di latino e greco ai giovani della Compagnia; insegnò anche Lingua greca al collegio di San Clemente a Bologna, con l'approvazione della Corte di Spagna. Più tardi, su richiesta dell'allora Uditore della Rota, il cardinale maiorchino Antonio Despuig, si stabilì a Roma, dove fu spesso consultato per decifrare le antiche iscrizioni a causa della sua vasta conoscenza delle antichità.
Quando Carlo IV autorizzò i gesuiti spagnoli a tornare in patria nel 1797, Pou tornò a Maiorca, e visse a Palma, godendo dal 1799 di una doppia pensione annuale concessa dal re; in seguito si ritirò ad Algaida, sua città natale, dove morì il 17 aprile 1802.

## Opere principali
- Los Entretenimientos retóricos y poéticos en la Academia de Cervera, tre discorsi e una tragedia intitolata Hispania capta;
- Theses Bilbilitanae, stampate 1763 a Calatayud con il titolo di Institutionum historiae philosophiae libri duodecim;
- La Vida del venerable Berchmaus;
- Quattro libri apologetici della Compagnia di Gesù, che scrisse in latino, con il nome di Ignacio Filareto;
- Due libri in memoria di Laura Bassi, in latino e greco;
- Los Nueve Libros de la Historia, traduzione in spagnolo delle Storie di Erodoto (online[collegamento interrotto]);
- Specimen interpretationum hispanorum auctorum classicorum tam ex graecis, quam latinis, tum sacris, tum prophanis... (1789) manoscritto, in quindici libri, in parte pubblicato da Joaquín María Bover y Roselló nel suo Biblioteca de Escritores Baleares.